# Hakaiju
Hakaiju (ハカイジュウ?, Hakaijū) è un manga horror-gore di Shingo Honda, pubblicato sulla rivista Monthly Shōnen Champion di Akita Shoten dal 6 aprile 2010. Il manga è composto da due serie: la prima è stata raccolta nei primi 13 volumi, pubblicati tra il 6 agosto 2010 e l'8 luglio 2014, mentre la seconda, iniziata il 6 marzo 2015, è terminata nel giugno 2017. In Italia è pubblicato da GP Manga dal 30 agosto 2011, una ristampa a cura di J-Pop è iniziata il 26 ottobre 2016.
Nel luglio 2012 è stato pubblicato anche uno spin-off, dal titolo Hakaiju: Another Side (ハカイジュウ〜Another Side〜?).

## Trama
La vicenda si svolge a Tachikawa, Tokyo, incentrandosi sulle vicende di Akira Takashiro, studente di liceo, campione del club di basket, stimato ed apprezzato dai compagni, che un giorno vede la tranquillità della propria vita e di quella dei suoi amici e della sua città sconvolta improvvisamente dall'arrivo di mostruose creature deformi antropofaghe. Da quel momento un manipolo di giovani sopravvissuti, guidati da Takashiro e accompagnati da un sadico e perverso professore di ginnastica, dovrà farsi forza e coraggio per tentare di lasciare la città infestata dai mostri, parallelamente alla scoperta di gigantesche buche nel terreno. Sopravvivere si rivelerà difficile.

## Volumi
| Prima stagione (13 volumi)  |                 |                        |                   |                        |
| 1                           | 6 agosto 2010   | ISBN 978-4-253-20424-8 | 30 agosto 2011    | ISBN 978-88-6468-490-1 |
| 2                           | 8 novembre 2010 | ISBN 978-4-253-20425-5 | 19 novembre 2011  | ISBN 978-88-6468-491-8 |
| 3                           | 8 marzo 2011    | ISBN 978-4-253-20426-2 | 10 marzo 2012     | ISBN 978-88-6468-685-1 |
| 4                           | 8 luglio 2011   | ISBN 978-4-253-20427-9 | 25 agosto 2012    | ISBN 978-88-6468-852-7 |
| 5                           | 8 novembre 2011 | ISBN 978-4-253-20428-6 | 22 giugno 2013    | ISBN 978-88-6634-522-0 |
| 6                           | 8 marzo 2012    | ISBN 978-4-253-20429-3 | 11 novembre 2013  | ISBN 978-88-6634-570-1 |
| 7                           | 6 luglio 2012   | ISBN 978-4-253-20449-1 | 21 giugno 2014    | ISBN 978-88-6634-657-9 |
| 8                           | 8 novembre 2012 | ISBN 978-4-253-20450-7 | 19 luglio 2014    | ISBN 978-88-6634-967-9 |
| 9                           | 8 marzo 2013    | ISBN 978-4-253-20451-4 | 21 febbraio 2015  | ISBN 978-88-6883-219-3 |
| 10                          | 8 luglio 2013   | ISBN 978-4-253-20452-1 | 5 settembre 2015  | ISBN 978-88-6883-426-5 |
| 11                          | 8 novembre 2013 | ISBN 978-4-253-20459-0 | 19 dicembre 2015  | ISBN 978-88-6883-520-0 |
| 12                          | 7 marzo 2014    | ISBN 978-4-253-20460-6 | 18 maggio 2016    | ISBN 978-88-6883-584-2 |
| 13                          | 8 luglio 2014   | ISBN 978-4-253-20468-2 | 10 agosto 2016    | ISBN 978-88-6883-653-5 |
| Seconda stagione (8 volumi) |                 |                        |                   |                        |
| 14                          | 6 marzo 2015    | ISBN 978-4-253-20469-9 | 25 gennaio 2017   | ISBN 978-88-6883-671-9 |
| 15                          | 8 luglio 2015   | ISBN 978-4-253-20470-5 | 19 aprile 2017    | ISBN 978-88-6883-970-3 |
| 16                          | 6 novembre 2015 | ISBN 978-4-253-22671-4 | 23 agosto 2017    | ISBN 978-88-3275-070-6 |
| 17                          | 8 marzo 2016    | ISBN 978-4-253-22672-1 | 22 novembre 2017  | ISBN 978-88-3275-178-9 |
| 18                          | 8 luglio 2016   | ISBN 978-4-253-22673-8 | 21 marzo 2018     | ISBN 978-88-3275-179-6 |
| 19                          | 8 novembre 2016 | ISBN 978-4-253-22674-5 | 23 maggio 2018    | ISBN 978-88-3275-180-2 |
| 20                          | 8 marzo 2017    | ISBN 978-4-253-22675-2 | 26 settembre 2018 | ISBN 978-88-3275-181-9 |
| 21                          | 7 luglio 2017   | ISBN 978-4-253-22676-9 | 22 novembre 2018  | ISBN 978-88-3275-182-6 |